# Mondelange
Mondelange (deutsch Mondelingen) ist eine französische Gemeinde mit 5739 Einwohnern (Stand 1. Januar 2022) im Département Moselle in der Region Grand Est (bis 2015 Lothringen). Sie gehört zum Arrondissement Thionville.

## Geografie
Mondelange liegt zehn Kilometer südlich von Thionville und 15 Kilometer nördlich von Metz, nahe der Mündung der Orne in die Mosel auf einer Höhe zwischen 154 und 162 m über dem Meeresspiegel. Das Gemeindegebiet umfasst 4,1 km². Zusammen mit den Gemeinden Amnéville, Hagondange, Gandrange, Talange und Richemont bildet Mondelange ein geschlossenes Siedlungsgebiet.

## Geschichte
Ein von der späten Urnenfelderzeit bis zum Beginn der Römerzeit belegtes Gräberfeld zeigt die frühgeschichtliche Besiedlung des Ortes. Mondelange war von 1812 bis 1921 Teil der Nachbargemeinde Richemont.

## Bevölkerungsentwicklung
| Jahr      | 1962 | 1968 | 1975 | 1982 | 1990 | 1999 | 2007 | 2019 |
| Einwohner | 3931 | 6470 | 6510 | 5993 | 5808 | 5610 | 5802 | 5631 |

## Kultur und Sehenswürdigkeiten
- Archäologisches Freilichtmuseum direkt am Ort der frühgeschichtlichen Nekropole

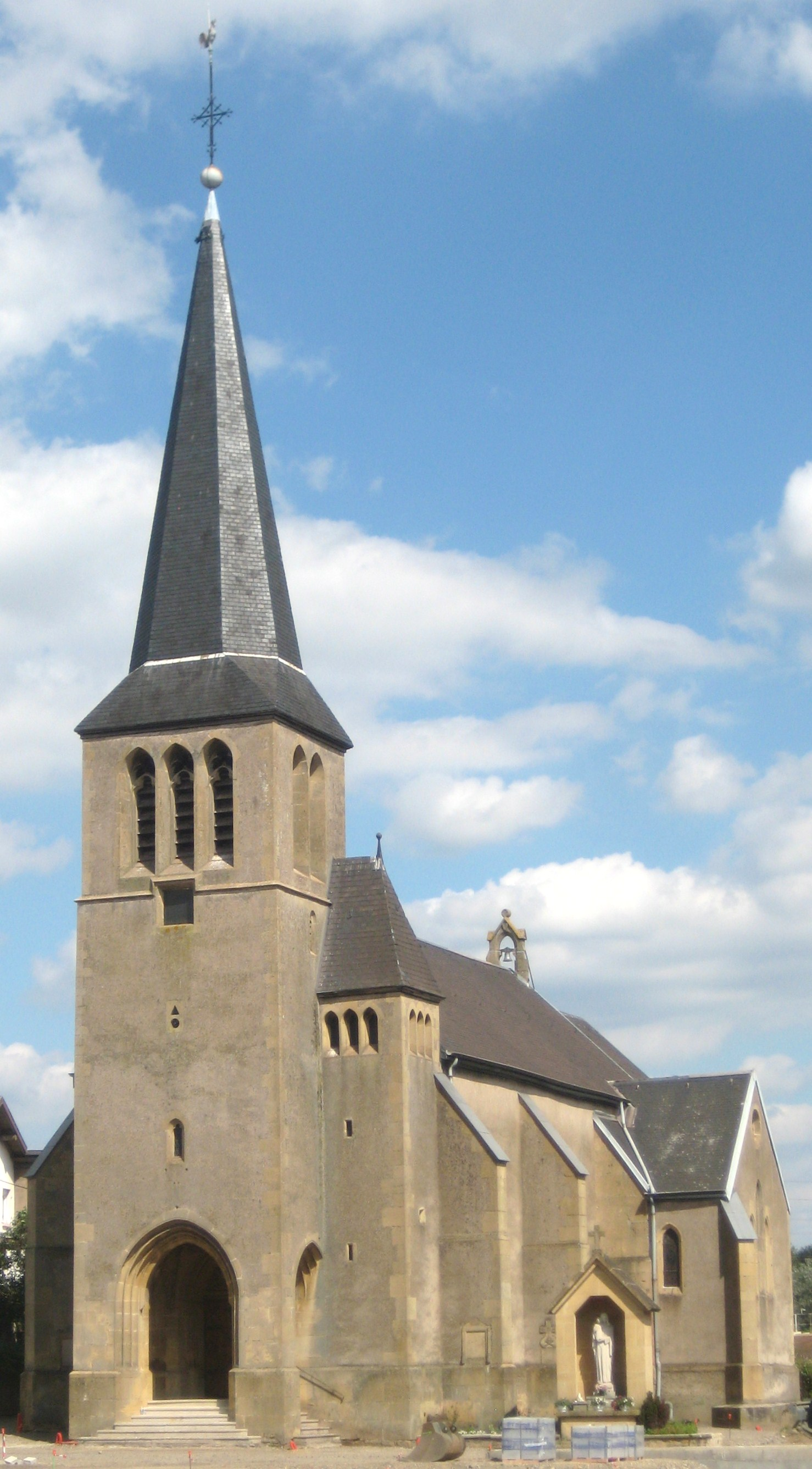
Kirche Saint-Maximin
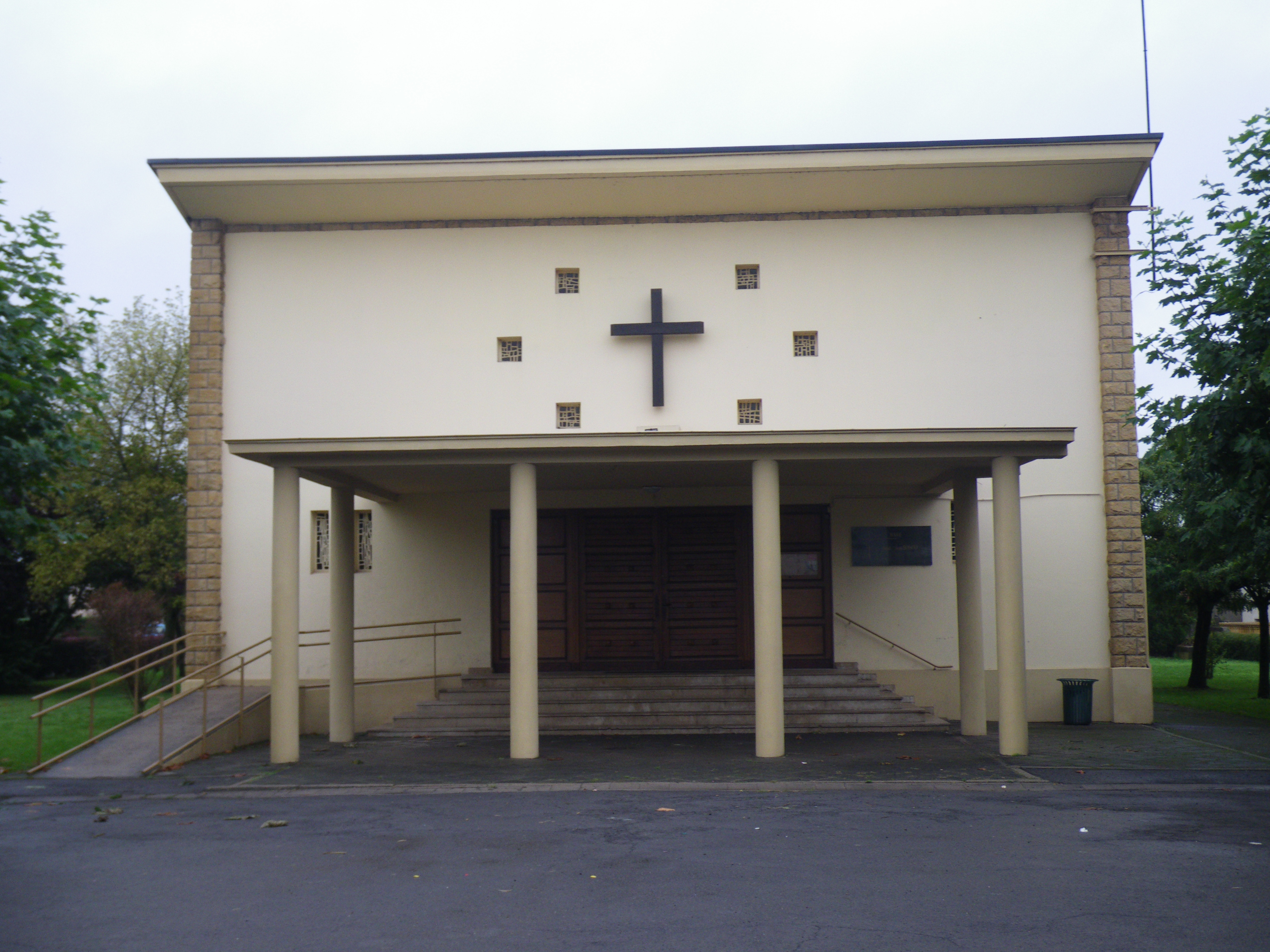
Kirche Saint-Jean-Bosco
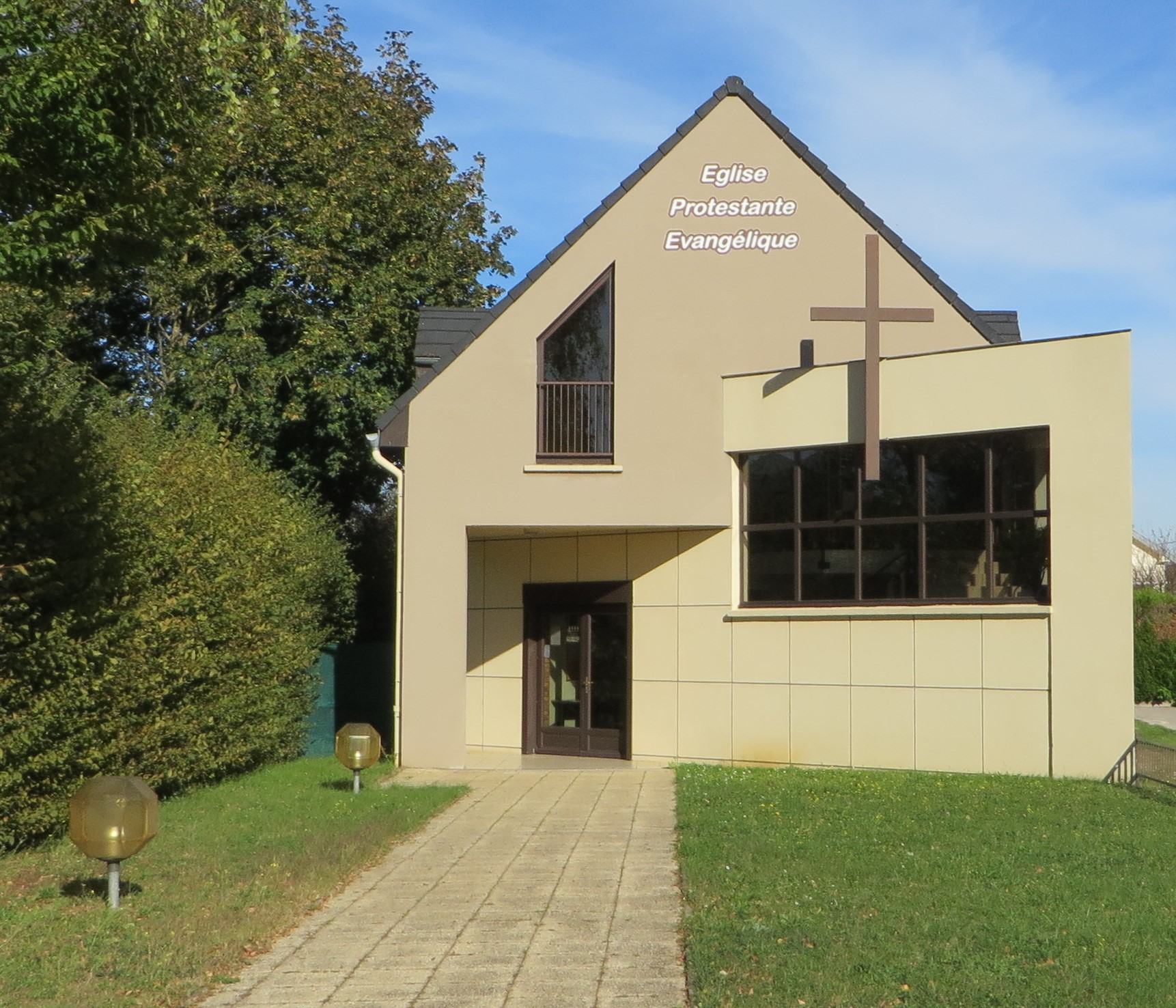
Evangelische Kirche
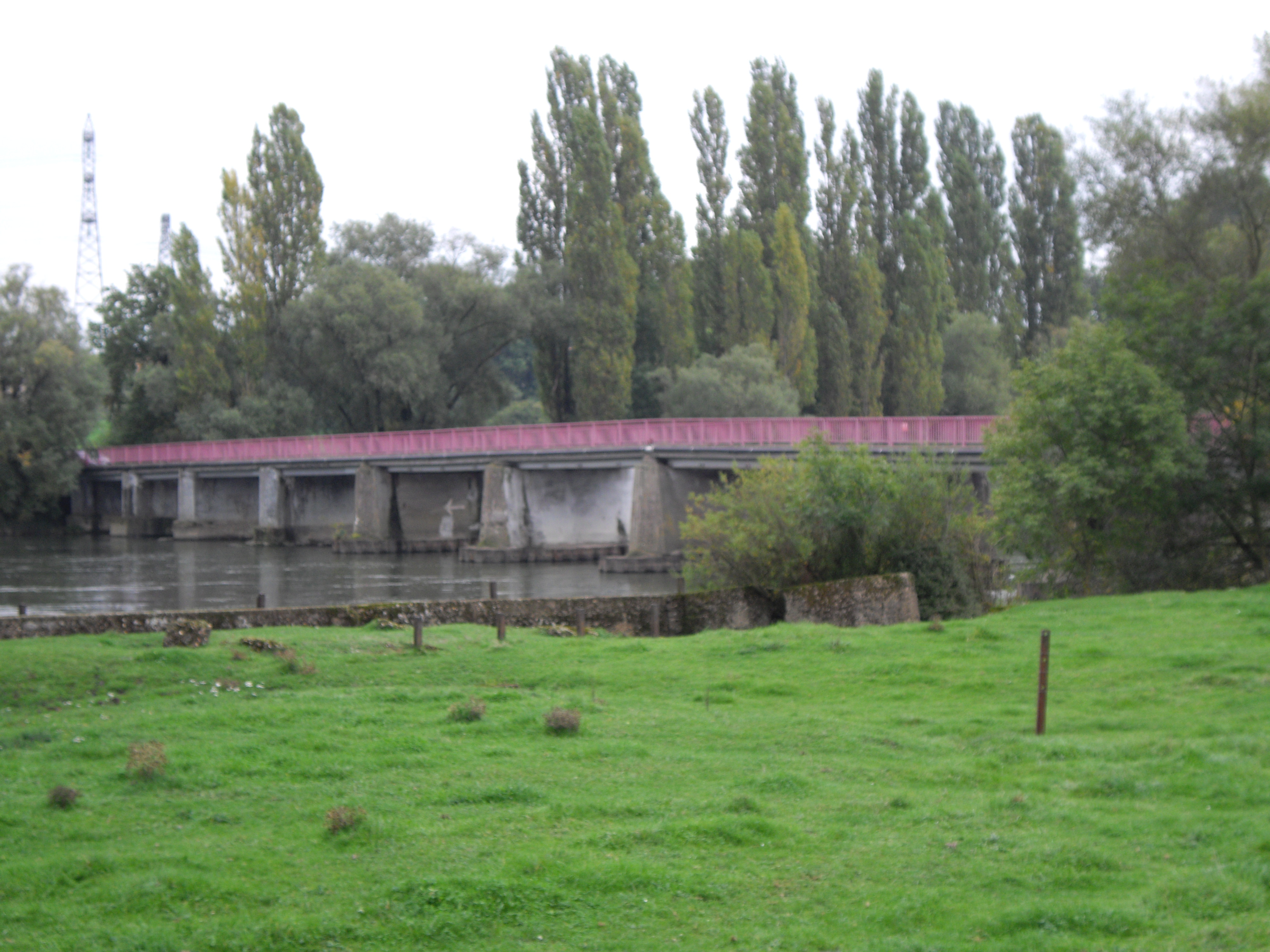
Moselbrücke

- Kirche Saint-Maximin
- Kirche Saint-Jean-Bosco
- Evangelische Kirche
- Moselbrücke